# جانغ غم
جانغ غم (بالكورية: 장금، واسم العائلة غير معروف) هي أول طبيبة ملكية في تاريخ كوريا. ذكرت الطبيبة جانغ غم سبع مرات في سجلات سلالة جوسون، وأن الملك جنغجونغ كان معجباً بمعرفتها الطبية وأوثق لها مهمة العناية بأفراد الأسرة الملكية. بعد ذلك أصبحت جانغ غم مسؤولة حكومية في المرتبة الثالثة وأعطيت اللقب «داي» (بالهانغل: 대، وبالهانجا: 大، ويعني حرفياً: العظيمة).
تشير إليها بعض المصادر على أنها شخصية حقيقية ولكن هذا ما زال محل خلاف.

## الإشارات في سجلات سلالة جوسون
- مارس وأبريل من سنة 1515: عند وفاة الملكة جانغيونغ بسبب مضاعفات الولادة، حاول المسؤولون الحكوميون معاقبة الممرضات بشدة، لكن الملك قال: «تستحق جانغ غم الثناء الكبير لتوليدها ولي العهد والمحافظة على حياته غير الأمور التي قامت بها بالقصر بشكل آمن ولكنني لم أكافئها حتى الآن بسبب أمور أخرى. الآن أنتم تطلبون أن أعاقبها لأن الملكة توفيت؟ لن أفعل ذلك وفي نفس الوقت لن أكافئها، لذا توقفوا».
- في سنة 1524 تقول السجلات: «كانت جانغ غم العظيمة أفضل من أي امرأة أخرى في الطب ولذلك اختيرت لترعى الملك».
- في سنة 1533 أثناء تعليق على صحة الملك: «استعدت صحتي بعد مرض أصابني لعدة أشهر، ولذلك يستحق الأطباء الملكيون والصيادلة جائزة، كما أمنح الطبيبة جانغ غم والطبيبة غي غم 15 كيساً من الأرز، و15 كيساً من الفاصوليا، و10 أثواب لكل منهما».
- في 29 يناير 1544 أصدر الملك أمراً: «لم أقم بمهامي كملك منذ أن أصبت بنزلة البرد. قبل أيام زرت قاعة النقاش ولكن حالتي ساءت بسبب برودة الجو، ولقد أخبرت الطبيبين الملكيين باك سي غو وهونغ تشم، والطبيبة العليا جانغ غم العظيمة أن يناقشوا وصفة الدواء. أخبروا الوزير الصحي بذلك».
- في 9 فبراير 1544: أثنى الملك على الطبيبة جانغ غم العظيمة لاستعادته صحته.
- في 25 أكتوبر 1544: تناقش أحد الوزراء مع الطبيبة جانغ غم بشأن صحة الملك المتدهورة، حيث قالت الطبيبة: «نام الملك في منتصف الليل بالأمس، ونام أيضاً في الفجر لوقت قصير. تبول الملك قبل قليل لكنه لم يتبرز منذ ثلاثة أيام».
- في 26 أكتوبر 1544 قال الملك: «لم أتبرز حتى الآن. الوصفة التي يجب أخذها ما زالت تحت النقاش. تعرف الطبيبة حالتي بشكل جيد». بعد ذلك أوضحت جانغ غم الوصفة وأعراض الملك للوزراء.
- في 29 أكتوبر 1544 استعاد الملك صحته ومنح الملك المسؤولين الصحيين إجازة.

بعد 17 يوماً مات الملك جنغجونغ في 15 نوفمبر 1544. لم تُذكر الطبيبة جانغ غم بعد ذلك.

## التصوير الحديث
- مسلسل جوهرة القصر (대장금)، والذي عُرض على قناة إم بي سي (MBC) في سنة 2003 وحتى 2004، ولعبت دورها الممثلة إي يونغ أي.
- مسلسل الهارب من جوسون (천명 : 조선판 도망자 이야기)، والذي عُرض على قناة كي بي إس 2 (KBS2) في سنة 2013، ولعبت دورها الممثلة كم مي غيونغ.